# Léon Chambon
Léon-Toussaint-Jean-Clément Chambon OFMCap (* 25. Oktober 1905 in Saint-Pierre-du-Champ; † 9. Oktober 1987) war ein französischer Ordensgeistlicher und römisch-katholischer Bischof von Bossangoa.

## Leben
Léon Chambon trat der Ordensgemeinschaft der Kapuziner bei und empfing am 20. August 1933 das Sakrament der Priesterweihe.
Am 14. Dezember 1959 ernannte ihn Papst Johannes XXIII. zum ersten Apostolischen Präfekten von Bossangoa. Chambon wurde am 16. Januar 1964 infolge der Erhebung der Apostolischen Präfektur Bossangoa zum Bistum erster Bischof von Bossangoa. Der Erzbischof von Cotonou, Bernardin Gantin, spendete ihm am 1. Mai desselben Jahres die Bischofsweihe; Mitkonsekratoren waren der Bischof von Berbérati, Alphonse-Célestin-Basile Baud OFMCap, und der Bischof von Moundou, Samuel Gaumain OFMCap.
Am 22. April 1978 trat Chambon als Bischof von Bossangoa zurück.
Léon Chambon nahm an der zweiten, dritten und vierten Sitzungsperiode des Zweiten Vatikanischen Konzils teil.